# Système de commandement et de conduite des opérations aérospatiales
Le système de commandement et de conduite des opérations aérospatiales (SCCOA) de l'Armée française  est à la fois :
- un ensemble de systèmes interconnectés fonctionnant pour la plupart 24H/24, 7J/7 et assurant des capacités de surveillance de l’espace aérien, de contrôle des vols militaires et gouvernementaux, et de commandement des opérations aériennes et de la défense sol-air.
- et un programme d'armement par étapes permettant de faire évoluer et de renouveler ses capacités.

Pour assurer ses missions, SCCOA est constitué d’un ensemble de radars, de systèmes de télécommunication sol-air et de systèmes d’information. Ces systèmes sont installés sur des bases aériennes et des centres militaires fixes pour les missions qui s’exercent sur le territoire national 24H/24. Certains systèmes sont mobiles afin de disposer de ces mêmes capacités soit pour renforcer les capacités sur le territoire national soit pour des opérations extérieures.

## Historique
Avant la mise en place du programme SCCOA en 1993, les équipements sol contribuant aux opérations aériennes (radars, radios sol-air principalement) étaient gérés par des opérations d'armement distinctes. La mise en place d’un programme par étapes unique pour ces différents systèmes répond au besoin de gérer de manière cohérente les acquisitions et les interfaces de la soixantaine de systèmes qui forment SCCOA. Les étapes 1 et 2 du programme SCCOA sont terminées et l'étape 3 est en fin de réalisation. L'étape 4 a été scindée en 2 phases en 2010, la première lancée en novembre 2010, la seconde en décembre 2013. 
L'étape 5 est en cours de préparation depuis 2014. 

## Constitution
Le système SCCOA est constitué par des radars, des systèmes de télécommunications et des systèmes d'information et notamment :
- pour la surveillance de l'espace aérien :
  - des radars de surveillance et de défense anti-aérienne. Les principaux étant à la fin des années 2010 trois Ground Master 406, le premier installé en Guyane, le second sur la base aérienne de Nice en 2017 et le troisième sur la Base aérienne 942 Lyon-Mont Verdun en 2019, et douze stations radar GM 403, qui seront réparties en métropole entre 2019 et 2022[2];
  - un système de radio sol-air sur la France métropolitaine (METEOR actuellement qui est en cours de remplacement par le système SRSA), pour le dialogue contrôleur/pilote ;
  - des centres de détection et de contrôle ;
  - le système GRAVES pour la surveillance de l’espace et la détection des retombées satellitaires ;
- pour le contrôle aérien des aérodromes militaires :
  - des systèmes d’approche et de vigie pour les contrôles locaux d’aérodromes militaires (CLA) ;
  - des radars d'approches et des systèmes d'aide à l’atterrissage ;
- pour le commandement des opérations aériennes
  - le centre national des opérations aériennes (CNOA) ;
  - différents systèmes d'informations pour le commandement;
- une composante mobile pour les opérations extérieures ou en renfort sur territoire national disposant de radars, de radios sol-air, de systèmes de commandement des opérations et de la défense sol - air (système MARTHA).

Le SCCOA est l'un des premiers systèmes de systèmes dans le domaine militaire.